# Bram Stoker
Abraham Stoker (Dublin, 8 november 1847 – Londen, 20 april 1912) was een Iers schrijver, bekend om zijn sensationele verhalen in het horrorgenre. Zijn naam is vooral verbonden aan Dracula, zijn gothic novel uit 1897. Daarnaast schreef hij ook nog mysterieuze romantische verhalen.

## Levensloop
Stoker werd geboren in Clontarf, een wijk van Dublin. Na een ziekelijke jeugd studeerde hij aan Trinity College geschiedenis, letteren, wis- en natuurkunde. Zijn daaropvolgende baan als ambtenaar beviel hem niet en hij ging de journalistiek in. Als theatercriticus maakte hij kennis met de beroemde acteur Henry Irving, met wie hij vriendschap sloot en die hij begeleidde op binnen- en buitenlandse tournees. Ook was hij lange tijd manager van Irvings Lyceum-theater in Londen. Door zijn werk en reizen kwam hij in contact met diverse bekende artiesten en lieden uit de hogere kringen.
Stoker is vooral bekend geworden en gebleven als schrijver van het talloze malen verfilmde vampierverhaal Dracula (1897). De inspiratie daarvoor deed hij op uit The Vampyre, een reeds bestaand kort verhaal van John Polidori dat in 1819 werd gepubliceerd. De legendes rond de wrede laatmiddeleeuwse Walachijse heerser Vlad Tepes, die als Dracula bekend is geworden, hebben er echter weinig mee te maken.
Stoker schreef ook non-fictie, zoals Famous impostors, dat echter behalve beschrijvingen van beruchte historische gevallen tevens door hem geschreven korte verhalen over het thema oplichting bevat.
Hiij huwde op 4 december 1878 met Florence Balcombe in de Sint-Annakerk te Dublin.
In 2009 heeft een afstammeling van Bram Stoker, Dacre Stoker, samen met Ian Holt een vervolg geschreven op Dracula. Dit boek, Dracula: The Un-Dead (Dracula de ondode), speelt zich vijfentwintig jaar later af. De auteurs van het boek hebben het verhaal gebaseerd op handgeschreven aantekeningen van Bram Stoker.